# Elliot Daly
Elliot Fitzgerald Daly (Croydon, 8 ottobre 1992) è un rugbista a 15 britannico, internazionale per l'Inghilterra, utility back del Saracens.

## Biografia
Daly rappresentò l'Inghilterra a livello giovanile fin dall'under-16, sino a disputare la finale del Campionato mondiale under-20 2011 persa 33-22 contro la Nuova Zelanda. A livello di club iniziò a giocare in Premiership nel 2010 con i Wasps.
Fece parte della selezione inglese convocata per la preparazione della Coppa del Mondo di rugby 2015, senza tuttavia riuscire a rientrare nella rosa ufficiale che alla fine disputò la competizione. Il suo debutto internazionale con la nazionale maggiore comunque non tardò ad arrivare: il 27 febbraio 2016 scese in campo a Twickenham per affrontare l'Irlanda, partita valevole per l'edizione del Sei Nazioni 2016 che si concluse con la conquista del Grande Slam da parte dell'Inghilterra.
Nel 2017 Daly fu convocato nei Lions per il loro tour in Nuova Zelanda, giocando da titolare in tutte e tre le partite contro i padroni di casa della Nuova Zelanda. Partecipò alla Coppa del Mondo di rugby 2019 ottenendo la medaglia d'argento con l'Inghilterra.